# Martinus Duncanus
Martinus Duncanus (ook: Donckanus, Maarten Donk of Verdonck) (Kempen, 10 november 1505 – Amersfoort, 16 april 1590 ) was een vooraanstaande pastoor in de zestiende-eeuwse Habsburgse Nederlanden. In de woelige tijden van de zestiende eeuw was hij een fervent voorvechter van het oude katholieke geloof en bestreed hij de Reformatie. De later tot aartsbisschop benoemde Matthias Hovius was bij hem in de leer.

## Biografie
Duncanus werd geboren op boerderij Donkhof nabij Kempen (Keurvorstendom Keulen) in 1505 als kind van de armlastige Heinrich Donk en Fijtgen (Sophia) Bosch. Zijn tweelingbroer Paulus overleed kort na de geboorte. Door zijn vader werd hij van school gehaald om als pottenbakker te gaan werken. Hij slaagde er in om op 12-jarige leeftijd met zijn gespaarde zakgeld per rijnschip naar Nijmegen mee te varen met als doel om daar de Latijnse School te gaan volgen. Maar hij woonde en leerde daar in het fraterhuis van de Broeders van het Gemene Leven aldaar en zou na deze schooltijd nog zes of zeven jaar zijn nagebleven. Een onverwachte ontmoeting met zijn vader, die inmiddels meer financieel bemiddeld was, stelde middels een gift van vier gulden Martinus in de gelegenheid om met een postwagen richting Leuven af te reizen.
Hij ging studeren in Leuven, liep college bij Ruard Tapper en bleek een briljant student. Hij werd tot priester gewijd en kreeg in 1545 een aanstelling in Wormer in Noord-Holland. In Wormer stichtte hij een Latijnse school. In 1558 kreeg hij een aanstelling in de Oude Kerk in Delft. In 1572 werd hij uit Delft verjaagd en vestigde zich in Amsterdam als pastoor van de Sint-Catharinakerk aan de Boommarkt. Toen ook Amsterdam in 1578 middels de Alteratie tot Reformatie overging, vluchtte hij naar het nog katholieke Amersfoort. Daar bleef hij tot zijn dood in 1590.

## Werken
- Praetextata latine loquendi ratio per colloquiorum formulas (Antwerpen 1552)
- Anabaptisticae haereseos confutatio (Antwerpen, 1549)
- Vant rechte Evangelische avontmael Christi Jesu, tegen den val der Roomscher Kercken (Antwerpen 1567)
- Een cort onderscheyt tusschen godlyke ende afgodische beelden. Van de heyligen in den hemel (Antwerpen 1567)
- Die vruchten der ecclesie Christi (Leyden 1567)
- Van die warachtighe ghemeynte Christi (Antwerpen, approbatie in 1567)
- Van die verghiffenisse der sonden ende van die rechtvaerdichmakinghe (Antwerpen 1568)
- Van die kinderdoop, boeck I (Antwerpen 1569), boeck II (Antwerpen 1572), boeck III (Antwerpen 1591)
- Een devoot bede boecxken, tegens alle noot ende last den Heere te bidden (Amsterdam 1578)
- Corte Confutatie ende wederlegghinghe van een fenynich boeck den Byencorf der H. Roomscher Kercken (Amsterdam 1578)
- Van het nieuwe sacrificium des christendoms (Antwerpen 1580)
- Catholijcke catechismus, met wederlegginghe van den Heydelbergsche catechismus (Antwerpen 1594)

## Vernoeming
- In Wormer was van 1966 tot 1995 een school voor ulo respectievelijk mavo onder de naam Maerten Donck.[2]

- Biografisch Portaal: 15623966
- Digitale Bibliotheek voor de Nederlandse Letteren: donc008
- Gemeinsame Normdatei: 100115357
- International Standard Name Identifier: 0000 0000 0222 3719
- Nederlandse Thesaurus van Auteursnamen: 071348131
- Virtual International Authority File: 54487862
- WorldCat: E39PBJpdKxK8PX98kcY3g3RxjC